# Werkbahn des Zement- und Mineralwollewerkes Bad Berka
| Werkbahn Bad Berka | Werkbahn Bad Berka |
| ------------------ | ------------------ |
| Streckenlänge:     | 1,64 km            |
| Spurweite:         | 600 mm 1435 mm     |
| Stromsystem:       | 220 V =            |
| Zweigleisigkeit:   | zwölfgleisig       |
|                    |                    |

Die Werkbahn des Zement- und Mineralwollewerkes Bad Berka gehörte zu den ersten werkseigenen, regelspurigen elektrischen Anschlussbahnen in Deutschland. Für den Rangierdienst wurden bis zu drei betriebseigene Elektrolokomotiven vorgehalten.

## Geschichte

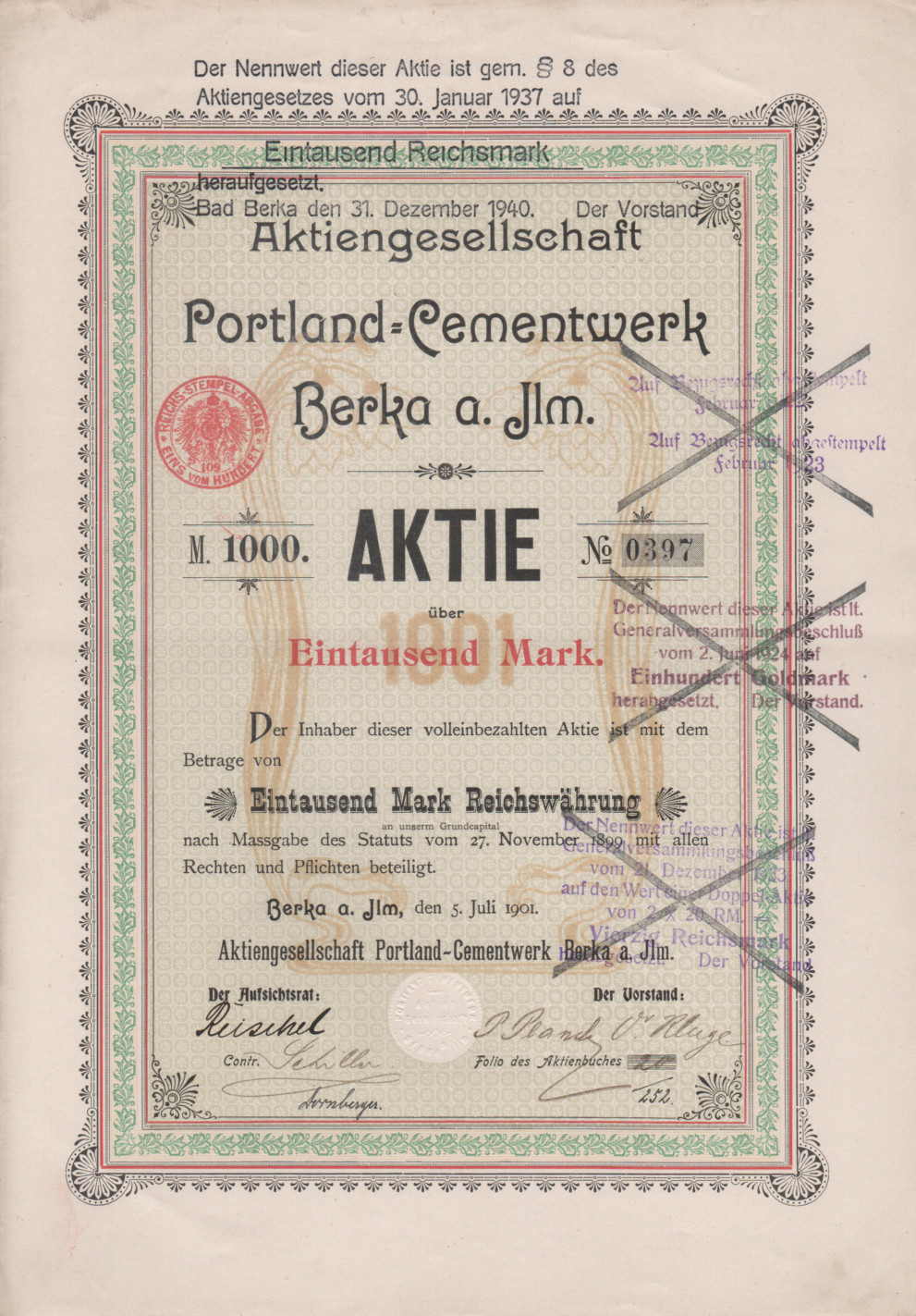
Aktie über 1000 Mark der AG Portland-Cementwerk Berka a. Ilm. vom 5. Juli 1901

Die Werkbahn wurde als normalspurige Anschlussbahn des Zementwerkes „Aktiengesellschaft Portland-Cementwerk Berka a. Ilm“ 1901 parallel zu der 1887 entlang des Ilmtals gebauten Weimar-Berka-Blankenhainer Eisenbahn (WBBE) errichtet. Bereits 1907 erfolgte die Elektrifizierung der Werkbahn mit einer Fahrleitungsspannung von 220 Volt Gleichstrom. Versorgt wurde das Netz zu Beginn von einem Generator, der von einer Dampfmaschine angetrieben wurde.
In den 1960er Jahren wurde das Zementwerk (damals Betriebsteil des VEB Zementwerke Karsdorf) stillgelegt, um auf dem Gelände ein Mineralwollewerk (MIWO) zu errichten. Während die regelspurige Werkbahn in den neuen Betrieb integriert wurde, war die Seilbahn vom Kalkbruch zum Werk ebenso wie die Ton, Kalk und Schlacke transportierende Schmalspurbahn (600 mm) entbehrlich geworden und wurden in der Folgezeit abgebaut.
Nach 1969 wurde die Stromversorgung der Oberleitung von einer Gleichrichteranlage erledigt, die an das öffentliche Netz angeschlossen war. Nachdem das Werk in wirtschaftliche Schwierigkeiten geraten war, wurde der Bahnbetrieb im Januar 1993 stillgelegt. Anschließend gab es nur noch wenige Fahrten anlässlich von Fototerminen.
Bereits 1991 wurde mit dem schrittweisen Rückbau der Gleisanlagen begonnen. Von der einstigen Werkbahn sind im Gelände neben den ehemaligen Verladehallen nur noch wenige Reste erkennbar.

## Streckennetz
Die Werkbahn war mit Ausnahme der in 600 Millimeter Spurweite verlegten Schmalspurbahn regelspurig. Der Oberbau war überwiegend frei oder aber im Pflaster der Werksstraße, oder im Boden der einzelnen Werksteile verlegt.
Mit dem Bau des Schienennetzes wurde um 1901 begonnen. Bei der 1907 durchgeführten Elektrifizierung der Strecke wurde die Kranbahn ausgespart, was dazu führte, dass dieser Bereich mit Schwung durchfahren werden musste. Die überspannte Streckenlänge der Bahn betrug 1978 etwa 1,64 Kilometer und sie verfügte zu diesem Zeitpunkt über insgesamt zwölf Gleise, drei Verladerampen und eine Gleiswaage. An einer Stelle überquerte die Strecke mittels einer kleinen Brücke die Ilm.

## Bahngebäude
An Bahnzwecken dienenden Gebäuden waren im nördlichen Bereich des Werksgeländes eine Kranbahn, Verladehallen und ein Lokschuppen vorhanden. Der Lokschuppen bot Platz für zwei regelspurige Lokomotiven.

## Fahrzeuge

### Elektrolokomotiven
Insgesamt waren über einen Zeitraum von rund 100 Jahren neben einer unbekannten Anzahl von Schmalspurlokomotiven nur drei normalspurige Elektrolokomotiven im Einsatz. Diese Lokomotiven erlebten sehr lange Betriebszeiten von bis zu 75 Jahren. Alle drei Lokomotiven blieben museal erhalten.
- Lok I entstammte dem Drehstrom-Versuchsbetrieb auf der Strecke Groß Lichterfelde–Zehlendorf (bei Berlin). Nach Abschluss der Versuchsfahrten 1901 stand sie noch einige Jahre als stationärer Versuchsträger auf dem Betriebshof der Lichterfelder Straßenbahn und wurde anschließend für den Betrieb mit Gleichstrom umgebaut. Sie wurde an die Werkbahn in Bad Berka abgegeben und blieb dort bis 1972 im Einsatz. Nachdem ihre historische Bedeutung erkannt wurde, wurde sie 1975 in die Sammlung des Verkehrsmuseums Dresden überführt und für die Jubiläumsausstellung 1979 im Raw Dessau restauriert.[6]
- Lok II, die 1951 vom Zementwerk in Steudnitz, vormals Dornburg-Steudnitzer Portlandcement- und Kalkwerke, Dr. M. Frenzel, Ollendorf & Co. (Ollendorf & Levin), in beschädigtem Zustand nach Bad Berka kam, ist ebenfalls eine frühe Elektrolokomotive. Die ursprünglich wohl an Rhein oder Saar eingesetzte Lok wurde 1953/54 in der Zentralwerkstatt Gräfenhainichen zunächst mit Teilen des Akkutriebwagens der Zschornewitzer Kleinbahn (Waggonfabrik Dessau 1934) notdürftig instand gesetzt. Im August 1957 wurde sie mit neuen Motoren aus dem Reparaturwerk „Clara Zetkin“ ausgestattet und stand in Bad Berka bis zur Stilllegung der Strecke 1993 im Einsatz.[7]
- Lok III wurde 1972 neu als Ersatz für die inzwischen über 70 Jahre alte Lok I beschafft. Sie blieb bis zur Stilllegung der Strecke in Bad Berka im Einsatz.[8]

| Nr. | Bauart                       | Hersteller                                                                                           | Baujahr                       | Fabriknummer                | in Betrieb bis | heutiger Standort                 | Foto |
| --- | ---------------------------- | --- | ----------------------------- | --------------------------- | -------------- | --------------------------------- | ---- |
| I   | AA-el 15,5 PS                | Siemens & Halske/SSW E                                                                               | 1899 (Umbau 1900 u. 1901/06)  | 303 303 (werksintern)       | 1975           | Verkehrsmuseum Dresden            |      |
| II  | Bo 2 × 33,12 kW 2 × 37,50 kW | Siemens & Halske/SSW E [?] (Umbau Zentralwerkstatt Gräfenhainichen/VEB Reparaturwerk „Clara Zetkin“) | ca. 1916–1921 (Umbau 1952/57) | [1455] 802060 (werksintern) | 1993           | Sammlung Freiligrathhaus, Unkel   |      |
| III | Bo Typ EL 4                  | LEW                                                                                                  | 1972                          | 12821 802163 (werksintern)  | 1993           | Thüringer Eisenbahnverein, Weimar |      |

### Schmalspurlokomotiven (600 mm)
Über die genaue Anzahl der vor 1969 im Einsatz befindlichen Schmalspurlokomotiven lassen sich keine verlässlichen Angaben machen. Die letzte vorhandene Schmalspurlokomotive besaß einen Verbrennungsmotor und soll Ende der 1960er Jahre an die Ziegelei in Bad Berka abgegeben worden sein.
| Nr. | Bauart | Hersteller | Baujahr | Fabriknummer | in Bad Berka in Betrieb bis | heutiger Standort           | Foto |
| --- | ------ | ---------- | ------- | ------------ | --------------------------- | --------------------------- | ---- |
| ?   | 11 PS  | O & K      | 19xx    | ?            | ca. 1969 +                  | ?                           |      |
| ?   | B-dm   | LKM        | 1956    | 247345       | ca. 1969 +                  | Museumsziegelei Westeregeln |      |

### Werkwagen
Bis zur Stilllegung der Strecke 1993 waren noch folgende Werkwagen vorhanden:
- Nr. 1: Fahrleitungsmontagewagen
- Nr. 2: Unkrautbekämpfungswagen
- Nr. 3: Flachwagen

Von den letzten zehn Güterwagen, die bereits seit 1976 nur noch als Lager Verwendung fanden, wurde einer 1990 an die IG Preßnitztalbahn und zwei weitere an den Verein Sächsischer Eisenbahnfreunde abgegeben. Die übrigen wurden bis 1992 verschrottet.